# Ван ден Берг, Хендрик
Хендрик Йоханнес ван ден Берг (африк. Hendrik Johannes van den Bergh; 27 ноября 1914, Вредефорт — 16 августа 1997, Бронкхорстспрёйт) — южноафриканский полицейский генерал, основатель спецслужбы БОСС. Руководитель тайной полиции и разведки ЮАР эпохи апартеида. Ультраправый африканерский националист, близкий сподвижник Балтазара Форстера. Организатор репрессий против противников апартеида. Ушёл в отставку в результате поражения в Анголе и разоблачения финансовой аферы Эшеля Руди.

## Биография

### Юные годы
Хендрик Йоханнес ван ден Берг родился в семье бура, почтового служащего, ставшего фермером и строительным подрядчиком. Из-за сложных отношений между родителями Хендрик Йоханнес воспитывался дедом Хендриком ван ден Бергом-старшим — ветераном англо-бурской войны и участником Восстания Марица, когда он служил под началом генерала Христиана Де Вета. От деда Хендрик Йоханнес перенял мировоззрение африканерского национализма.
Прошёл военное обучение в спецбатальоне SDB, созданном для социальной адаптации африканерской молодёжи после Великой депрессии. Проявив способности, получил в SDB младшую командную должность.
Ван ден Бергу предлагался офицерский чин в армии, но он сделал иной выбор: в 1934 поступил на службу в полицию. Служил в Йоханнесбурге, занимался расследованием убийств. Показал себя высококвалифицированным детективом.

### Против британцев
Во время Второй мировой войны Хендрик ван ден Берг был противником Антигитлеровской коалиции, поскольку Великобритания — «угнетатель африканеров» — была её членом. Он сблизился с националистическим активистом Балтазаром Форстером, и эта связь определила жизнь и деятельность ван ден Берга. Под влиянием Форстера он вступил в пронацистскую военизированную организацию Оссевабрандваг. Участвовал в антибританской подпольной борьбе. Вместе с Форстером был арестован британскими властями и отчислен из полиции.
После войны находился под надзором. Получил разрешение проживать в Йоханнесбурге, работал в канцелярии архитектурного института.

### В полиции апартеида
В 1948 к власти в ЮАС пришла Национальная партия белых националистов. Хендрик ван ден Берг вернулся в полицию. Служил в Кейптауне, Беллвилле, Блумфонтейне, Транскее. Был произведён в лейтенанты, затем в капитаны и майоры.
Майор ван ден Берг выступал за жёсткую карательную политику. На этой почве у него возникали конфликты с начальством. В 1962 г. он был переведён из криминогенного Транскея (где за короткое время произошло 30 убийств) на службу в полицию Претории. Недовольный этим решением, ван ден Берг подал в отставку.
Политически Хендрик ван ден Берг стоял на ультраправых позициях, придерживался белого расизма, был убеждённым приверженцем системы апартеида. Он решительно поддерживал Хендрика Фервурда и Балтазара Форстера. Состоял в тайном обществе африканерских националистов Брудербонд.
На момент ухода ван ден Берга с полицейской службы Форстер являлся министром юстиции в кабинете Фервурда. По его рекомендации премьер поручил ван ден Бергу возглавить службу государственной безопасности. В январе 1963 ван ден Берг занял пост начальника полиции безопасности, входившей в систему Министерства полиции, которое с 1966 возглавлял Форстер.

### Во главе спецслужбы апартеида
6 сентября 1966 был убит Хендрик Фервурд. Неделю спустя пост премьер-министра занял Балтазар Форстер. В качестве советника по безопасности Хендрик ван ден Берг вошёл в ближайшее окружение нового главы правительства.
В 1968 правительство ЮАР приняло решение выделить из полицейского аппарата секретную службу для борьбы с политической оппозицией и внешней политической разведки. Сформировать и возглавить новую структуру Форстер поручил возведённому в генеральское звание ван ден Бергу. 19 мая 1969 было учреждено Бюро государственной безопасности (Buro vir Staatsveiligheid; в международном употреблении устоялась англоязычная аббревиатура ведомства — BOSS, БОСС). Генеральным директором БОСС стал Хендрик ван ден Берг.
Задачей нового ведомства являлись тайные операции против АНК, Умконто ве сизве, ЮАКП и других противников режима. Ван ден Берг сформировал разветвлённую сеть осведомителей, тайных агентов и карателей. В отличие от полиции, деятельность БОСС протекала под завесой секретности. По стране распространялись слухи о тайных убийствах и жестоких пытках. Косвенно это признавал сам ван ден Берг: «У меня достаточно людей, которые убьют по моему приказу».
Близость ван ден Берга к Форстеру усиливала властные позиции тайной полиции. БОСС обладало широкими полномочиями и крупным бюджетом. В ведение ведомства ван ден Берга в значительной степени перешла внешняя и оборонная политика. В апреле 1975 ван ден Берг конфиденциально посетил Израиль, где обсудил с премьер-министром Ицхаком Рабином и министром обороны Шимоном Пересом ядерную программу ЮАР. БОСС активно взаимодействовало с Министерством информации, участвовало в операциях по подкупу иностранных изданий, осваивало средства, выделенные на изменение международного имиджа ЮАР. Предполагается, что агенты ван ден Берга, собрав компрометирующие материалы на британского политика Джереми Торпа, выступавшего против апартеида в ЮАР, о его гомосексуальной связи и организации им покушения на своего возлюбленного, организовали вокруг него публичный скандал и способствовали его устранению с лидерства в Либеральной партии.
Вмешательство БОСС во внешнеполитические и военные дела вызывало сильное недовольство министра обороны Питера Боты.

### Ангольское поражение и «афера Руди»
Португальская революция 1974 имела следствием деколонизацию и установление просоветских марксистских режимов в Анголе и Мозамбике. ЮАР включилась в ангольскую гражданскую войну на стороне антикоммунистических ФНЛА и УНИТА. Однако в правительстве возникли разногласия по этому вопросу.
Министр обороны Бота и главнокомандующий вооружёнными силами Магнус Малан выступали за полномасштабное участие в войне и свержение правительство МПЛА. Ван ден Берг предлагал ограниченное вмешательство, только для обеспечения безопасности анголо-намибийской границы и стратегических объектов. Премьер Форстер, как обычно, поддержал ван ден Берга. В 1976 г. Малан был понижен в должности.
Но вскоре поражение в Анголе и укрепление враждебного ЮАР режима МПЛА вызвало резкую критику Форстера и ван ден Берга. Позиции премьера и шефа БОСС оказались заметно подорваны. Кроме того, получили огласку финансовые махинации в Министерстве информации («афера Эшеля Руди»), прежде всего нецелевое использование средств, выделенных министерствами информации и обороны на финансирование англоязычной газеты The Citizen. Была установлена причастность руководства спецслужбы. Ответственность возлагалась и на премьер-министра.

### Расформирование БОСС и отставка
В октябре 1978 Балтазар Форстер оставил руководство правительством и занял пост президента, в то время не связанный с реальной властью. Через несколько месяцев он подал в отставку. Правительство возглавил Питер Бота.
Ещё до ухода Форстера стала очевидной неизбежная отставка ван ден Берга. Он оставил пост генерального директора БОСС в июне 1978 и заменён Александром ван Виком.
Ведомство было переименовано в Департамент национальной безопасности (англоязычная аббревиатура — DONS, ДОНС). В феврале 1980 правительство Боты расформировало БОСС-ДОНС и учредило новую Национальную службу разведки под руководством Лукаса Барнарда.
После отставки Хендрик ван ден Берг перебрался на ферму и занялся куроводством. Он резко критиковал реформаторский курс Питера Боты, его уступки чернокожему большинству и демонтаж апартеида при президенте Фредерике де Клерке. Написал ценные мемуары, но по требованию властей отказался от их публикации. Скончался в возрасте 82 лет.

## Интересные факты
Хендрик ван ден Берг отличался высоким ростом (почти два метра), имел прозвище Lang Hendrik — Длинный Хендрик.